# للغبار، لشمدين، لأدوار الفريسة وأدوار الممالك
'للغبار، لشمدين، لأدوار الفريسة وأدوار الممالك الديوان الشعري الثالث للشاعر والروائي السوري سليم بركات.

## طبعات

### الطبعة الأولى
صدرت الطبعة الأولى من الديوان الشعري عام 1977 بطباعة ورقية وغلاف عادي بقياس 20×12، وقد اشتمل الديوان على عدد من القصائد مختلفة الموضوعات والاساليب ضمن صفحاته الـ 97.

### الطبعة الثانية
صدر عن المؤسسة العربية طبعة ثانية من الديوان ضمن الأعمال الشعرية الصادر في سبتمبر 2007 حيث ضمت الأعمال الشعرية 11 ديوانا توزعت على 594 صفحة وقد حمل الغلاف الامامي عملا للفنان النمساوي مالفا كما حمل الفلاف الخلفي كلمة للشاعر محمود درويش